# Marius Gane
Marius Gane (n. 22 noiembrie 1968, Pitești, Argeș) este sportiv român de performanță, cățărător și alpinist himalayan de altitudine, inginer, manager, ambasador al României în alpinism.

## Biografie

### Primii ani, educație
Născut la 22 noiembrie 1968 în municipiul Pitești, județul Argeș. După absolvirea Liceului de Matematică - Fizică nr. 1 “Alexandru Odobescu” Pitești în 1987, a studiat ingineria mecanică la Facultatea de Utilaj Tehnologic, Institutul de Construcții București în perioada 1988 - 1993. 

### Alpinism
Începe practicarea alpinismului în anul 1984, parcurgând diferite trasee de alpinism (vara și iarna) în Munții Carpați, fiind membru simpatizant la Clubul Alpin XXXXXX. Ca sportiv de performanță, a devenit campion republican de alpinism, pe echipe, în 1992.
A stabilit premiere românești și ascensiuni solitare de iarnă, a unor trasee alpine de mare dificultate atât în țară cât și în străinătate. A participat la numeroase expediții escaladând unele dintre cele mai importante și înalte vârfuri ale planetei incluse în celebrele circuite alpinistice Seven Summits - cele mai înalte vârfuri de pe fiecare continent, Volcanic Seven Summits - cei mai înalți vulcani de pe fiecare continent, precum și unele vârfuri de peste 8.000 m, cunoscuți ca opt-miarii Terrei situați în masivele muntoase Himalaya și Karakorum.
Activează ca salvator montan, membru (voluntar) în echipa Serviciului Public Salvamont Argeș (zona Făgăraș Sud) din anul 1988. La data de 15 ianuarie 2015 a fost ales vicepreședinte al Federației Române de Alpinism și Escaladă. Mandatul s-a încheiat în noiembrie 2020.

### Performanțe de alpinist
A făcut parte din prima expediție românească pe vârful Everest (8.848 m) atingând vârful în ziua de 22 mai 2003, alături de Fane Tulpan, Lucian Bogdan și Gheorghe Dijmărescu (David Neacșu fusese conducătorul expediției).
A fost desemnat de către Federația Română de Alpinism și Escaladă sportivul anului 2010 pentru escaladarea, în premiera românească, în data de 23 iunie 2010, a vârfului Denali (McKinley), din Alaska, pe traseul West Rib.
În data de 19 iulie 2013, echipa integral românească formată din Bruno Adamcsek, Marius Gane, Aurel Salașan, Zsolt Török și Teo Vlad a realizat o ascensiune a vârfului Nanga Parbat - 8.126 m din munții Himalaya (Karakorum) - Pakistan, versantul Rupal (cel mai abrupt versant din lume, 4.500 m înălțime), pe ruta Shell, fără sprijinul porterilor și al serpașilor, fără oxigen suplimentar.
Cucerirea celui de-al nouălea optmiar al lumii s-a realizat pe un traseu care a durat mai bine de o lună de la data plecării din București spre Pakistan. Echipa românească a fost și singura care a rămas pe munte în ultima parte a traseului, ca urmare a tragediei din 23 iunie, în care 11 alpiniști străini au fost uciși într-un atac terorist asupra taberei Diamir, situată pe celălalt versant al muntelui.

### Viață personală
A participat la Revoluția Română din 1989, fiind unul dintre manifestanții din 21 decembrie în orașul Pitești. Locuiește în București, este căsătorit și are un băiat și o fată.
Este asociat, manager - director tehnic la o firmă cu capital privat având ca domeniu de activitate furnizarea de produse și servicii industriale.

## Ascensiuni de vârfuri peste 8.000 m
A escaladat trei vârfuri de peste 8.000 m.

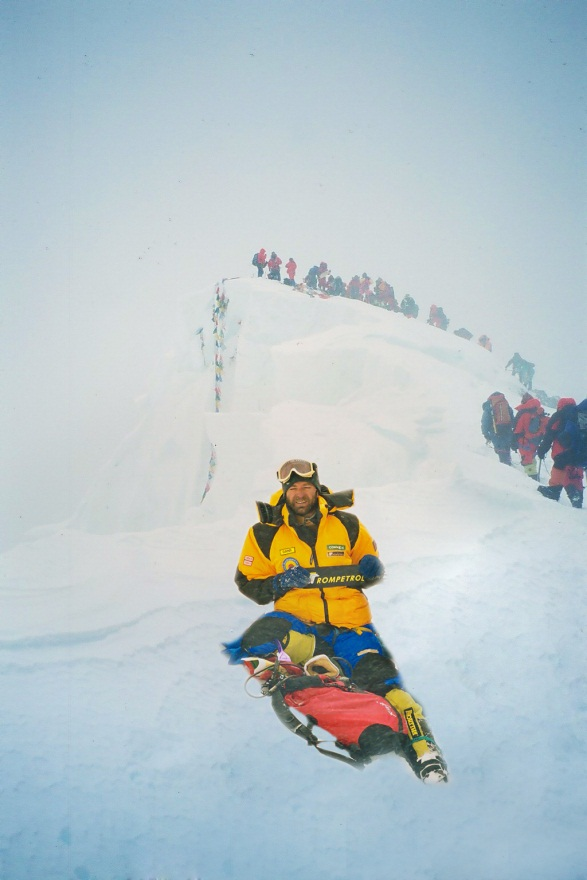
Marius Gane în 2003 pe vârful Everest

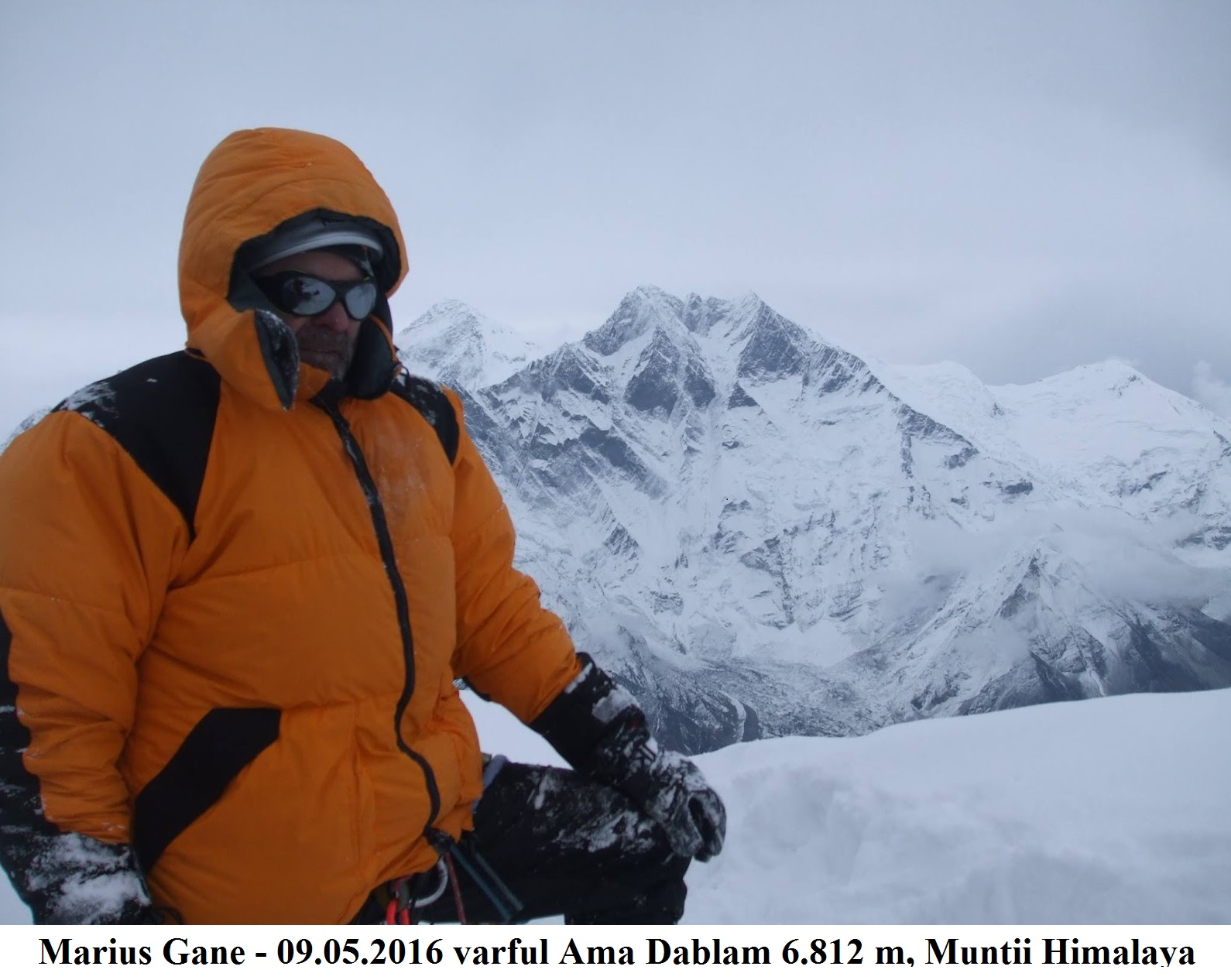
Marius Gane pe vârful Ama Dablam, 2016

| Anul | Vârful                 | Nota |
| ---- | ---------------------- | --- |
| 1996 | Nanga Parbat, 8.126 m  | expediție românească, munții Himalaya (Karakorum), Pakistan, versantul Diamir, ruta Shell, până la cota 8.000 m, retragere din cauza vremii nefavorabile. |
| 2003 | Everest, 8.848 m       | expediție românească, munții Himalaya, Tibet - China, creasta de Nord.                                                                                    |
| 2008 | Gasherbrum II, 8.033 m | expediție în munții Himalaya, Pakistan |
| 2013 | Nanga Parbat, 8.126 m  | expediție românească, munții Himalaya (Karakorum), Pakistan, versantul Rupal, ruta Shell.                                                                 |

## Ascensiuni performante
A participat la numeroase expediții escaladând unele dintre cele mai importante și înalte vârfuri alpine.
| Anul | Vârful                              | Nota |
| ---- | ----------------------------------- | --- |
| 1991 | Ghermaghenov, 3.990m Elbrus, 5.633m | munții Caucaz, Federația Rusă munții Caucaz, Federația Rusă                                                   |
| 1992 | Creasta Shelda                      | munții Caucaz, Federația Rusă, gr. 5B                                                                         |
| 1995 | Demirkazic                          | munții Algadalgar, Turcia, premiera în versantul estic                                                        |
| 1998 | Petit Dru                           | munții Alpi, Mont Blank, Traseul “Directă Americană” gr. ED-, în condiții de iarnă (până la blocul încastrat) |
| 2003 | Aconcagua, 6.962 m                  | munții Anzi, Argentina, America de Sud, ruta normală                                                          |
| 2005 | Pisco 5.200 m Chopiqualqi, 6.350 m  | munții Anzi, Peru, America de Sud munții Anzi, Peru, America de Sud                                           |
| 2007 | Nelion, 5.100 m Batian              | Mount Kenia, Kenya, Africa Mount Kenia, Kenya, Africa                                                         |
| 2010 | McKinley, 6.200 m McKinley, 6.200 m | West Rib, Alaska, S.U.A., America de Nord West Buttress, S.U.A., America de Nord                              |
| 2012 | Munții Stâncoși                     | Trasee de escaladă, Canada, America de Nord                                                                   |
| 2014 | Khan Tengri, 7.000 m                | munții Thian Shan, Kirghistan, Asia                                                                           |
| 2015 | Ojos del Salado, 6.893 m            | munții Anzi, Chile/Argentina (ambele varfuri), America de Sud                                                 |
| 2016 | Ama Dablam, 6.812 m                 | munții Himalaya, Nepal, Asia                                                                                  |

## Alte ascensiuni

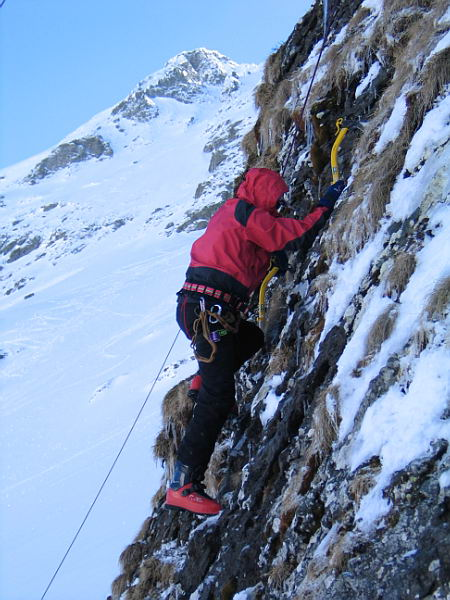
Marius Gane în 2005, escaladă mixtă, stâncă și gheață în Munții Făgăraș

Trasee de alpinism cu grad mare de dificultate escaladate:
| Anul       | Traseul                                              | Nota                                                                                  |
| ---------- | ---------------------------------------------------- | ------------------------------------------------------------------------------------- |
| 1984- 1990 | Trasee de alpinism (vara și iarna) de diferite grade | munții Carpați;                                                                       |
| 1990       | Traseul “Memorial Emilian Cristea”                   | munții Bucegi, peretele Văii Albe, grad 6B, premiera hivernală, 8-10 ianuarie;        |
| 1991       | Traseul “Speranței”                                  | munții Bucegi, peretele Văii Albe, grad 6B, ascensiune hivernală, decembrie;          |
| 1992       | Traseul “Fisura Albastră”                            | munții Bucegi, peretele Văii Albe, grad 6B, ascensiune hivernală solitară, decembrie; |
| 1998- 2001 | Stagii de inițiator și monitor în alpinism           | munții Alpi, Chamonix, Franța, reuniuni internaționale.                               |

## Distincții și aprecieri publice
1. Nominalizat ca personalitate în Enciclopedia Argeșului și Muscelului[2]
2. Nominalizat în Enciclopedia Personalităților din România[3]
3. Desemnat sportivul anului 2010[4]

## Legaturi externe
- Marius Gane Arhivat în 30 august 2014, la Wayback Machine.